# 중국의 재상
중국은 오래전부터 재상급 관료제가 시작되었고 청나라 말엽까지 계속 유지되었다. 당나라 말엽까지는 삼공(三公) 제도로서 삼공이 같이 국가의 대소사를 의논하여 처리하였다.
| 황조                   | 재상의 벼슬명                                                                           | 비고 | 비고                                                                             |
| 주(周)                 | 태사(太師)→총재(冢宰) 태부(太傅) 태보(太保)                                             | 제사장으로 태제(太宰)로도 불림.                                                                                                   | 제사장으로 태제(太宰)로도 불림.                                                  |
| 진(秦), 전한(前漢)     | 승상(丞相) 태위(太尉) 어사대부(御史大夫)                                                | 대사도(大司徒)—황제를 보좌하며 백관을 통솔함. 대사마(大司馬)—국방, 군사를 총괄함. 대사공(大司空)—어사를 통솔함.                   | 삼공                                                                             |
| 후한(後漢)             | 사도(司徒)→승상(丞相), 상국(相國) 태위(太尉), 대사마(大司馬) 사공(司空)                 | 승상은 사도로, 어사대부는 사공으로 명칭이 바뀜. 실권은 상서에게 이동하여서 명예직에 불과하나 후한 말엽 삼공의 권한이 대폭 강화됨. | 삼공                                                                             |
| 후한(後漢)             | ↓                                                                                       | |                                                                                  |
| 후한(後漢)             | 상서(尙書)                                                                              | 황제의 개인 비서 | 황제의 개인 비서                                                                 |
| 위(魏), 진(晉), 수(隋) | 승상(丞相)                                                                              | 삼공 | 삼공                                                                             |
| 위(魏), 진(晉), 수(隋) | ↓                                                                                       | |                                                                                  |
| 위(魏), 진(晉), 수(隋) | 녹상서사(錄尙書事)                                                                      | 상서의 최고직이며 수장. | 상서의 최고직이며 수장.                                                          |
| 위(魏), 진(晉), 수(隋) | ↓                                                                                       | |                                                                                  |
| 위(魏), 진(晉), 수(隋) | 상서령(尙書令) 시중(侍中) 중서령(中書令)                                                | 상서성의 수장. 황제의 최측근. 황제의 비서실장, 사관의 수장.                                                                       | 상서성의 수장. 황제의 최측근. 황제의 비서실장, 사관의 수장.                      |
| 당(唐)                 | 승상(丞相) 태위(太尉) 어사대부(御史大夫)                                                | 밑으로 사도(司徒), 대사마(大司馬), 사공(司空)을 둠.                                                                               | 삼공                                                                             |
| 당(唐)                 | ↓                                                                                       | |                                                                                  |
| 당(唐)                 | 상서령(尙書令) 시중(侍中) 중서령(中書令)                                                | 상서성 장관. 문하성 장관 중서성 장관                                                                                              | 3성 장관                                                                         |
| 당(唐)                 | ↓                                                                                       | |                                                                                  |
| 당(唐)                 | 상서복야(尙書僕射) 시중(侍中) 중서령(中書令)                                            | 상서령 겸임, 후에 상서령 직을 폐지하고 상서복야를 장관으로 삼음.                                                                  | 상서령 겸임, 후에 상서령 직을 폐지하고 상서복야를 장관으로 삼음.                 |
| 당(唐)                 | ↓                                                                                       | |                                                                                  |
| 당(唐)                 | 동중서문하평장사(同中書門下平章事)                                                      | 숙종 이후, 중서령과 시중, 상서복야의 권한을 모두 가진 재상.                                                                       | 숙종 이후, 중서령과 시중, 상서복야의 권한을 모두 가진 재상.                      |
| 북송(北宋)             | 동평장사(同平章事)                                                                      | |                                                                                  |
| 북송(北宋)             | ↓                                                                                       | |                                                                                  |
| 북송(北宋)             | 상서좌복야(尙書左僕射) - 문하시랑(門下侍郞) 상서우복야(尙書右僕射) - 중서시랑(中書侍郞) | |                                                                                  |
| 남송(南宋)             | 좌승상(左丞相) 우승상(右丞相)                                                           | 좌·우복야를 좌·우승상으로 바꿈.                                                                                                   | 좌·우복야를 좌·우승상으로 바꿈.                                                  |
| 원(元)                 | 우승상(右丞相) 좌승상(左丞相)                                                           | 중서성, 상서성만 남기고 문하성 폐지. 몽골의 풍속으로 우승상이 좌승상보다 상관임.                                                  | 중서성, 상서성만 남기고 문하성 폐지. 몽골의 풍속으로 우승상이 좌승상보다 상관임. |
| 명(明)                 | 승상(丞相)                                                                              | 일인 승상제. 호람의 옥 후 폐지.                                                                                                   | 일인 승상제. 호람의 옥 후 폐지.                                                  |
| 명(明)                 | ↓                                                                                       | |                                                                                  |
| 명(明)                 | 내각대학사(内閣大學士)                                                                  | 황제의 비서겸 경연관. | 황제의 비서겸 경연관.                                                            |
| 청(淸)                 | 내각대학사(内閣大學士)                                                                  | 최고 행정기관인 내각의 수장. | 최고 행정기관인 내각의 수장.                                                     |
| 청(淸)                 | ↓                                                                                       | |                                                                                  |
| 청(淸)                 | 군기대신(軍機大臣)                                                                      | 군기처(軍機處)의 수장. | 군기처(軍機處)의 수장.                                                           |
| 청(淸)                 | ↓                                                                                       | |                                                                                  |
| 청(淸)                 | 내각총리대신(内閣總理大臣)                                                              | 일본의 제도를 모방함. | 일본의 제도를 모방함.                                                            |

## 같이 보기
- 한국의 재상
  - 신라의 상대등/시중/태대각간/대각간/각간
  - 백제의 좌보/우보, 상좌평/내신좌평
  - 고구려의 대보/좌보/우보/대대로/태대막리지/대막리지/막리지/태대형
  - 고려의 문하시중
  - 조선의 영의정/좌의정/우의정